# Incontri internazionali di rugby a 15 di metà anno 1980
A metà anno è tradizione che le selezioni di "rugby a 15", europee in particolare, ma non solo, si rechino fuori dall'Europa o nell'emisfero sud per alcuni test. Si disputano però anche molti incontri tra nazionali dello stesso emisfero Sud.
Da segnalare che anche l'Italia si reca in tour nel Pacifico e Stati Uniti.

## Marzo
A marzo una selezione universitaria Neozelandese si reca in Giappone
| Singapore 9 marzo 1980 | Singapore | 6 – 27 | NZ Universities |  |

| Hong Kong 12 marzo 1980 | Hong Kong | 6 – 9 | NZ Universities |  |

| Seul 26 marzo 1980 | Corea del Sud | 10 – 36 | NZ Universities |  |

| Tokyo 30 marzo 1980 | Giappone | 25 – 25 | NZ Universities | Olympic |

## Aprile
La selezione ad inviti del Sudamerica, ribattezzata "Jaguars", era in realtà sostanzialmente la selezione Argentina, camuffata (con la convocazione, di fatto "ornamentale" di qualche giocatore uruguayano e cileno) per motivi di opportunità politica, stante il boicottaggio sportivo nei confronti del Sudafrica per la politica di apartheid.
Ufficialmente i giocatori erano invitati individualmente dalla federazione sudafricana
| Wellington aprile 1980 | Boland | 12 – 42 | Sudamérica XV | Boland Stadium |

--
| aprile 1980 | Northern Free State | 25 – 42 | Sudamérica XV |  |

--
| Pretoria aprile 1980 | Sudafrica Gazelles | 19 – 30 | Sudamérica XV | Loftus Versfeld |

--
| aprile 1980 | South Eastern State | 21 – 30 | Sudamérica XV |  |

--
| Johannesburg 26 aprile 1980 | Sudafrica | 24 – 9 | Sudamérica XV | Ellis Park |

--
| 29 aprile 1980 | Western Province | 13 – 15 | Sudamérica XV |  |

## 2-3 maggio
Un match tra una selezione scozzese e i French Barbarians, vede l'esordio di questa selezione
| Agen 2 maggio 1980 | Barbarian francesi | 26 – 22 | Scozia XV |  |

Si chiude il tour dei "Jaguars" suadmericani in Sudafrica
| Durban 3 maggio 1980 | Sudafrica | 18 – 9 | Sudamérica XV | Kings Park |

## 9-10 maggio
Chiuso,  il tour "in maschera" dell'Argentina, inizia il tour dei British and Irish Lions e quello delle riserve gallesi (i migliori giocatori gallesi sono impegnati con i "Lions")
| Long Beach 10 maggio 1980 | Stati Uniti | 18 – 24 | Galles B |  |

--
| Port Elizabeth 10 maggio 1980 | Eastern Province | 16 – 28 | Isole Britanniche XV | Stadio Boet Erasmus |

## 12-17 maggio
Prosegue il Tour dei Lions, che superano la forte selezione del Natal, mentre inizia il tour dell'Australia alle isole Figi
| 14 maggio 1980 | SARA Invitation XV | 6 – 28 | Isole Britanniche XV | East London\| Arbitro: \| Border RU Ground \| |
| Arbitro:       | Border RU Ground   |        |                      |                                               |

--
| Durban 17 maggio 1980 | Natal | 15 – 21 | Isole Britanniche XV | Kings Park |

--
| Lautoka 17 maggio 1980 | Nadi | 11 – 25 | Australia XV |  |

--

## 19-24 maggio
Prosegue il tour di Lions e si concludono quello di Australia, che ottiene la vittoria contro Figi, e del Galles "B" in nord America.
| Suva 20 maggio 1980 | Rewa | 14 – 46 | Australia XV |  |

--
| Potchefstroom 21 maggio 1980 | SA Invitation XV | 19 – 22 | Isole Britanniche XV | Olën Park |

--
| Burnaby 24 maggio 1980 | Canada | 7 – 24 | Galles B |  |

--
| Bloemfontein 24 maggio 1980 | Orange Free State | 17 – 21 | Isole Britanniche XV | Free State Stadium |

--
| Suva 24 maggio 1980                                                                   | Figi      | 9 – 22                    | Australia |  |
| \| \| \| \| \| mete: trasf.: c.p.: Drop: \| Marcatori \| mete: trasf.: c.p.: Drop: \| |           |                           |           |  |
|                                                                                       |           |                           |           |  |
| mete: trasf.: c.p.: Drop:                                                             | Marcatori | mete: trasf.: c.p.: Drop: |           |  |

--

## 26-31 maggio
Dopo aver battuto tutte le selezioni affrontate, i Lions si inchinano agli Springboks nel primo match ufficiale.
Nel mentre, la Nuova Zelanda, sbarca a Sydney per il suo tour in Australia e Fiji, pareggiando con la selezione di Sydney.
| Stellenbosch 27 maggio 1980 | SAR Federation XV | 6 – 15 | Isole Britanniche XV | Danie Craven Stadium |

--
| Città del Capo 31 maggio 1980 | Sudafrica | 26 – 22 | Isole Britanniche | Newlands Stadium |

--
| Sydney 31 maggio 1980 | Sydney | 13 – 13 | Nuova Zelanda XV | Sports Ground |

--

## 2-8 giugno
| Windhoek 4 giugno 1980 | SA Country District | 7 – 27 | Isole Britanniche XV | South West Stadium |

--
| Adelaide 4 giugno 1980 | South Australia | 3 – 75 | Nuova Zelanda XV | Norwood Oval |

--
| Johannesburg 7 giugno 1980 | Transvaal | 12 – 32 | Isole Britanniche XV | Wanderers Stadium |

--
| Melbourne 7 giugno 1980 | Victoria | 6 – 45 | Nuova Zelanda XV | Olympic Park |

--
Mentre proseguono i tour nell'emisfero sud, USA e Canada si affrontano per il tradizionale test annuale
| Saranac Lake 8 giugno 1980                                                            | Stati Uniti | 0 – 16                    | Canada |  |
| \| \| \| \| \| mete: trasf.: c.p.: Drop: \| Marcatori \| mete: trasf.: c.p.: Drop: \| |             |                           |        |  |
|                                                                                       |             |                           |        |  |
| mete: trasf.: c.p.: Drop:                                                             | Marcatori   | mete: trasf.: c.p.: Drop: |        |  |

## 9-15 giugno
Anche l'Italia si reca in tour. Il primo tour oltremare dal 1973, quando fu il Sud Africa a essere visitato dagli azzurri. Prima di arrivare in Nuova Zelanda, si comincia con una brutta sconfitta contro la selezione californiana dei "Grizzlies". Quindi perde a Fiji il primo test match tre giorni dopo.
Nel frattempo, gli Springboks battono di nuovo i "Lions", Gli All Blacks, superano il Nuovo Galles del Sud.
| Springs 11 giugno 1980 | Eastern Transvaal | 15 – 21 | Isole Britanniche XV | Pam Brink Stadium |

--
| Long Beach 11 giugno 1980 | East Coast Grizzlies | 18 – 9 | Italia XV |  |

--
| Hobart 11 giugno 1980 | Tasmanian Invitation XV | 0 – 73 | Nuova Zelanda XV | Queensborough Oval |

--
| Bloemfontein 14 giugno 1980 | Sudafrica | 26 – 19 | Isole Britanniche | Free State Stadium |

--
| Suva 14 giugno 1980                                                                   | Figi      | 16 – 3                    | Italia |  |
| \| \| \| \| \| mete: trasf.: c.p.: Drop: \| Marcatori \| mete: trasf.: c.p.: Drop: \| |           |                           |        |  |
|                                                                                       |           |                           |        |  |
| mete: trasf.: c.p.: Drop:                                                             | Marcatori | mete: trasf.: c.p.: Drop: |        |  |

--
| Sydney 14 giugno 1980 | New South Wales | 4 – 12 | Nuova Zelanda XV | Sports Ground |

## 16-22 giugno
L'Italia sbarca in Nuova Zelanda e perde di misura contro la Selezione di Nelson Bays.
I Lions superano gli junior Springboks, mentre l'Australia vince il primo match per la Bledisloe Cup battendo gli All Blacks
| Newcastle 16 giugno 1980 | N.S.W. Country | 3 – 34 | Nuova Zelanda XV | Sports Ground |

--
| Johannesburg 18 giugno 1980 | Junior Springboks | 6 – 17 | Isole Britanniche XV | Wanderers Stadium |

--
| Pretoria 21 giugno 1980 | Northern Transvaal | 9 – 16 | Isole Britanniche XV | Loftus Versfeld |

--
| Nelson 21 giugno 1980 | Nelson Bays | 13 – 9 | Italia XV |  |

--
| Sydney 21 giugno 1980                                                                 | Australia | 13 – 9                    | Nuova Zelanda | Sydney Cricket Ground |
| \| \| \| \| \| mete: trasf.: c.p.: Drop: \| Marcatori \| mete: trasf.: c.p.: Drop: \| |           |                           |               |                       |
|                                                                                       |           |                           |               |                       |
| mete: trasf.: c.p.: Drop:                                                             | Marcatori | mete: trasf.: c.p.: Drop: |               |                       |

--

## 23-29 giugno
Prima vittoria azzurra del tour: si supera la selezione provinciale di Waiparapa. Poi nel fango di New Plymouth si affronta con onore la fortissima selezione di Taranaki, guidata da Graham Mourie
Gli Springboks si aggiudicano il terzo test (e quindi la serie) con i Lions, mentre la Nuova Zelanda vince il secondo test con l'Australia.
| Townsville 24 giugno 1980 | Queensland Country | 6 – 63 | Nuova Zelanda XV | Hugh Street Reserve |

--
| Masteron 25 giugno 1980 | Waiparapa Bush | 9 – 13 | Italia XV |  |

--
| Port Elizabeth 28 giugno 1980 | Sudafrica | 12 – 10 | Isole Britanniche | Stadio Boet Erasmus |

--
| New Plymouth 28 giugno 1980 | Taranaki | 30 – 9 | Italia XV |  |

--
| Brisbane 28 giugno 1980                                                               | Australia | 9 – 12                    | Nuova Zelanda | Ballymore Oval |
| \| \| \| \| \| mete: trasf.: c.p.: Drop: \| Marcatori \| mete: trasf.: c.p.: Drop: \| |           |                           |               |                |
|                                                                                       |           |                           |               |                |
| mete: trasf.: c.p.: Drop:                                                             | Marcatori | mete: trasf.: c.p.: Drop: |               |                |

--
| Oslo 28 giugno 1980 | Norvegia | 41 – 3 | Danimarca U.23 |  |

--

## 30 giugno-6 luglio
Gli azzurri di Pierre Villeupreux superano Horowhenua, quindi affrontano gli Junior All Blacks perdendo 30-12.
Quindi compiono un azzardo: appena terminata la partita prendono l'aereo e si trasferiscono alle Isole Cook, dove 21 ore dopo affrontano i padroni di casa. A causa del transito sulla linea di cambiamento di data, però il match risulta disputato lo stesso giorno del precedente. Stanchi del match del giorno prima e del viaggio, gli azzurri perdono contro il modesto team polinesiano.
Nel mentre, i "Reds" del Queensland piegano gli All Blacks
| Durban 2 luglio 1980 | SA Barbarians | 14 – 25 | Isole Britanniche XV | Kings Park Stadium |

--
| Levin 2 luglio 1980 | Horowhenua | 12 – 21 | Italia XV |  |

--
| Brisbane 2 luglio 1980 | Australian Universities | 3 – 33 | Nuova Zelanda XV | Ballymore Oval |

--
| Città del Capo 5 luglio 1980 | Western Province | 6 – 37 | Isole Britanniche XV | Newlands Stadium |

--
| Auckland 5 luglio 1980 | Junior All Blacks | 30 – 12 | Italia |  |

--
| Avarua 5 luglio 1980                                                                  | Isole Cook | 15 – 6                    | Italia |  |
| \| \| \| \| \| mete: trasf.: c.p.: Drop: \| Marcatori \| mete: trasf.: c.p.: Drop: \| |            |                           |        |  |
|                                                                                       |            |                           |        |  |
| mete: trasf.: c.p.: Drop:                                                             | Marcatori  | mete: trasf.: c.p.: Drop: |        |  |

--
| Brisbane 6 luglio 1980 | Queensland | 9 – 3 | Nuova Zelanda XV | Ballymore Oval |

--

## 7-13 luglio
Il tour degli azzurri si chiude a Tahiti, contro la squadra in passato allenata da Villeupreux. Un facile successo prima di tornare a casa.
I Lions chiudono il loro tour vincendo contro il Sudafrica. Chiudono con 1 vittoria su 4 nei test match e l'imbattibilità nei match contro selezioni.
Vincendo il terzo test, l'Australia si aggiudica la Bledisloe Cup
| Kimberley 8 luglio 1980 | Griqualand West | 19 – 23 | Isole Britanniche XV | de Beers Stadium |

--
| Tahiti 8 luglio 1980 | Tahiti | 0 – 74 | Italia XV |  |

--
| Canberra 8 luglio 1980 | A.C.T. | 15 – 48 | Nuova Zelanda XV | Manuka Oval |

--
| Pretoria 12 luglio 1980 | Sudafrica | 13 – 17 | Isole Britanniche | Loftus Versfeld Stadium |

--
| Sydney 12 luglio 1980                                                                 | Australia | 26 – 10                   | Nuova Zelanda | Sydney Cricket Ground |
| \| \| \| \| \| mete: trasf.: c.p.: Drop: \| Marcatori \| mete: trasf.: c.p.: Drop: \| |           |                           |               |                       |
|                                                                                       |           |                           |               |                       |
| mete: trasf.: c.p.: Drop:                                                             | Marcatori | mete: trasf.: c.p.: Drop: |               |                       |

--

## 14-20 luglio
Dall'Australia gli All Blacks si trasferiscono a Figi
| Lautoka 16 luglio 1980 | Nadroga | 6 – 14 | Nuova Zelanda XV | Churchill Park |

--
| Suva 19 luglio 1980 | Suva | 4 – 33 | Nuova Zelanda XV | National Stadium |

## 21-27 luglio
La Nuova Zelanda chiude il suo tour vincendo a Figi
| Suva 23 luglio 1980 | Figi | 6 – 30 | Nuova Zelanda XV | National Stadium |

--

## Agosto
Il mese di agosto vede in corso il solo tour di Figi in nuova Zelanda
| Spriggens 6 agosto 1980 | Wanganui | 16 – 11 | Figi XV |  |

--
| Wellington 9 agosto 1980 | Wellington | 24 – 8 | Figi XV | Athletic Park |

--
| Greymouth 13 agosto 1980 | West Coast | 12 – 28 | Figi XV |  |

--
| Christchurch 16 agosto 1980 | Canterbury | 10 – 4 | Figi XV |  |

--
| Invercargill 19 agosto 1980 | Southland | 21 – 22 | Figi XV |  |

--
| Dunedin 23 agosto 1980 | Otago | 18 – 10 | Figi XV |  |

--
| Napier 26 agosto 1980 | Hawke’s Bay | 19 – 28 | Figi XV |  |

--
| Rotorua 30 agosto 1980 | New Zealand Māori | 22 – 9 | Figi XV |  |

--
| Domain 3 settembre 1980 | King Country | 22 – 31 | Figi XV |  |

--
| Pukekohe 6 settembre 1980 | Counties | 35 – 10 | Figi XV |  |

--
| Whangarei 9 settembre 1980 | North Auckland | 38 – 4 | Figi XV |  |

--
| Auckland 13 settembre 1980 | Nuova Zelanda XV | 33 – 0 | Figi | Eden Park |

## Altri test
| Nairobi luglio 1980 | Kenya | 23 – 10 | Zambia |  |

| Ratisbona luglio 1980 | Germania Est | 8 – 3 | Bulgaria |  |

| Brandeburgo luglio 1980 | Germania Est | 10 – 7 | Bulgaria |  |

| Apia luglio 1980 | Samoa | 12 – 15 | Tonga |  |